# Коскі-Перші
Коскі-Перші (пол. Koski Pierwsze) — село в Польщі, у гміні Панки Клобуцького повіту Сілезького воєводства.
Населення — 26 осіб (2011).
У 1975-1998 роках село належало до Ченстоховського воєводства.

## Демографія
Демографічна структура станом на 31 березня 2011 року:
|          | Загалом | Допрацездатний вік | Працездатний вік | Постпрацездатний вік |
| -------- | ------- | ------------------ | ---------------- | -------------------- |
| Чоловіки | 12      | 5                  | 5                | 2                    |
| Жінки    | 14      | 3                  | 7                | 4                    |
| Разом    | 26      | 8                  | 12               | 6                    |